# Bataille d'Arlabán
Première Guerre Carliste
La bataille d'Arlabán est une série d'affrontements de la première guerre carliste ayant eu lieu entre les provinces d'Alava et de Guipuscoa, du 16 au 18 janvier 1836.

## La bataille
Les 16 et 17 janvier 1836, les troupes fidèles à la reine Isabelle II quittent Vitoria pour tenter de reprendre la colline d'Arlabán, tenue par les carlistes dirigés par Nazario Eguía (es) et Bruno Villarreal. Soutenue par la légion auxiliaire anglaise et la Division auxiliaire française (es), les généraux Baldomero Espartero et Luis Fernández de Córdova divisent leurs troupes en trois pour encercler l'ennemi.
Le 18 janvier, malgré la conquête de Villarreal de Álava et de la colline d'Alarban, ils se retirent au vu du nombre de victimes dans leurs rangs.

## Source de la traduction
- (es) Cet article est partiellement ou en totalité issu de l’article de Wikipédia en espagnol intitulé « Batalla de Arlabán » (voir la liste des auteurs).